# معلم الزن

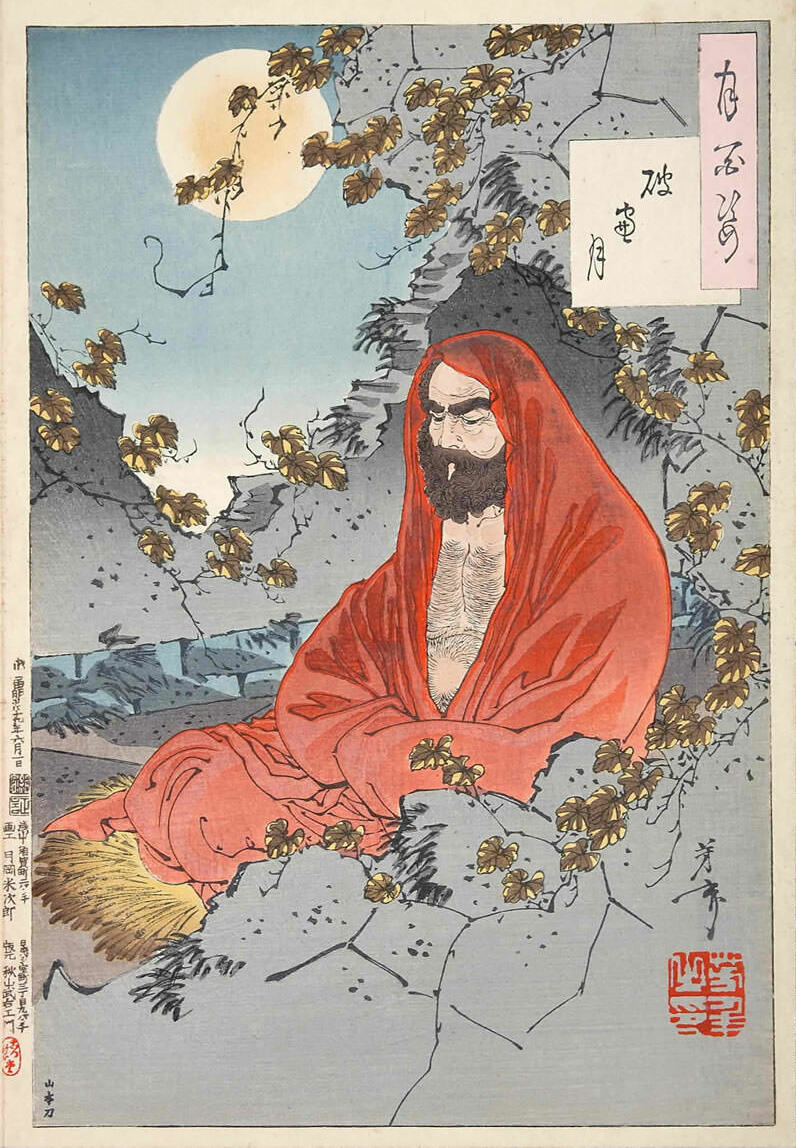
رسم لبوديهاما، أحد معلمي الزن.

معلم الزن (حروف صينية تقليدية:禪師، بينيين:chánshī) هو لقب يطلق على الشخص الذي يعلم الزن للآخرين.